# Hagenow
Hagenow é um município da Alemanha, situado no distrito de Ludwigslust-Parchim, no estado de Mecklemburgo-Pomerânia Ocidental. Tem 67,44 km² de área, e sua população em 2019 foi estimada em 12.175 habitantes.